# Dragan Čović
Dragan Čović, né le 20 août 1956 à Mostar, est un homme d'État bosnien, président de l'Union démocratique croate de Bosnie et Herzégovine depuis 2005.

## Biographie
Le 5 octobre 2002, il est élu membre de la présidence collégiale de Bosnie-Herzégovine comme représentant de la communauté croate. Il devient brièvement président de la présidence collégiale du 2 au 10 avril 2003 avant d'être réélu à ce poste le 27 juin 2003 pour une durée de huit mois.
Le 12 octobre 2014, lors des élections présidentielles, il est de nouveau élu membre de la présidence collégiale de Bosnie-Herzégovine comme représentant de la communauté croate,. Il entre en fonction le 17 novembre suivant, avec ses collègues bosniaque et serbe. Le 17 juillet 2015, il devient une troisième fois président de la présidence collégiale pour une durée de huit mois. Le 17 juillet 2017, il accède de nouveau au poste de chef de l'État.
Nationaliste croate, il défend fin 2021 une réforme de la loi électorale pour renforcer le caractère ethnique du vote.